# التطليق أثناء الاعتراض في القانون المصري
التطليق أثناء الاعتراض في القانون المصري تطلبه الزوجة المصرية المسلمة من القضاء أثناء الاعتراض على إنذار الطاعة الموجّه لها من زوجها للدخول في الطاعة بمنزل الزوجية، وذلك إذا غادرت منزل الزوجية ولم تعد إليه. حيث تعترض الزوجة على دعوة زوجها لها بالعودة إلى منزل الزوجية، مبدية أسبابها في ذلك إلى المحكمة، فإذا عجزت المحكمة عن إنهاء النزاع بالصلح وتمسّكت الزوجة بالطلاق، فإن المحكمة تتخذ إجراءات التحكيم بينهما. وتلتزم المحكمة بما في تقرير المحكمّين؛ فلو اتفقا المحكمين التزمت المحكمة برأيهما، وإذا اختلفا أضافت المحكمة لهما محكماً ثالثاً، فإذا اختلف المحكمون مرة أخرى وأصرت الزوجة على الطلاق، فإن المحكمة تقضي بالتطليق مع إسقاط بعض أو جميع الحقوق المالية للزوجة أو إلزامها بتعويض مناسب. ويكون التطليق في هذه الحالة بائناً بينونة صغرى.